# Lions Head

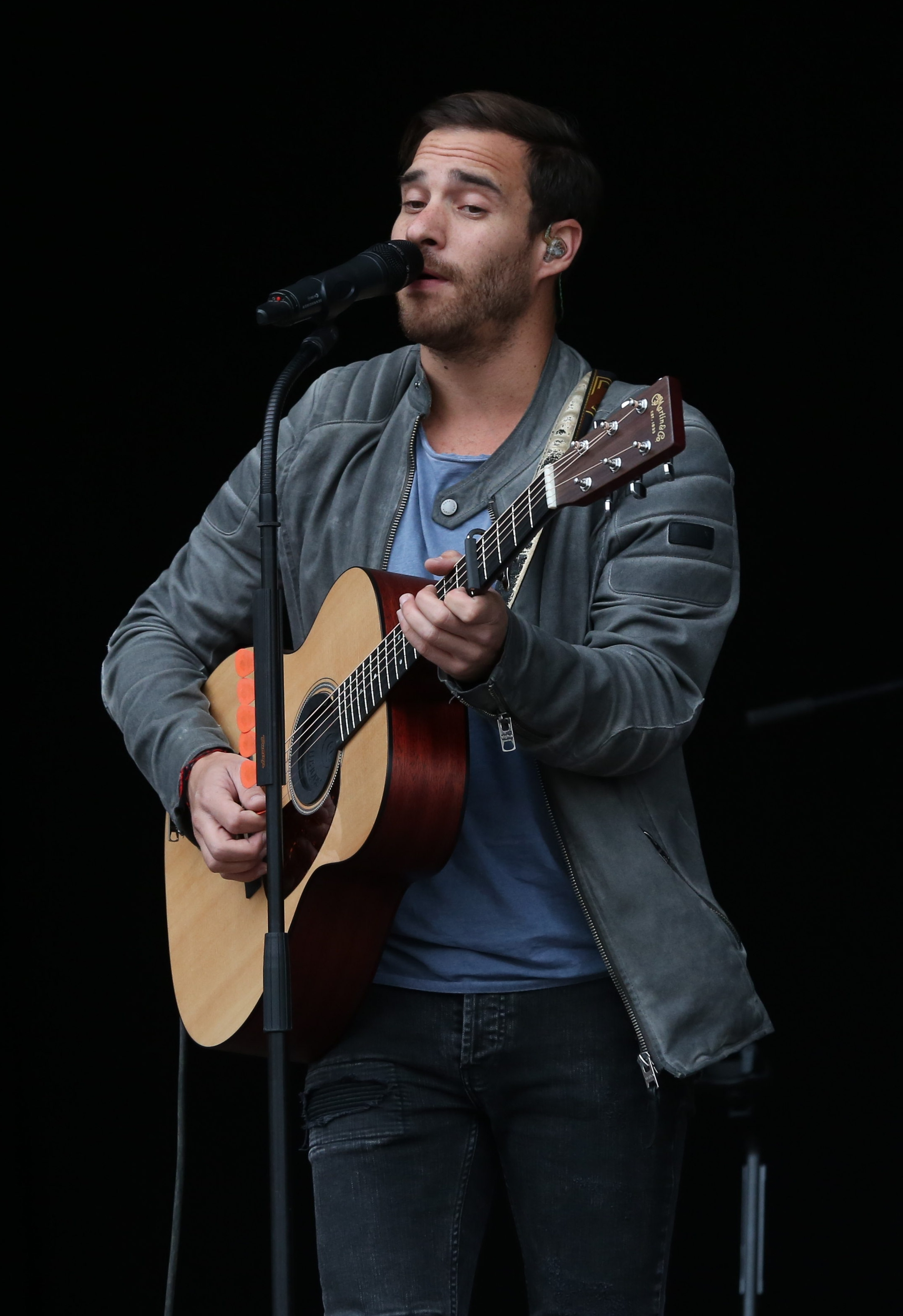
Ignacio Uriarte (2017)

Lions Head (* 1. Oktober 1986 in Manhattan; bürgerlich: Ignacio „Iggy“ Uriarte) ist ein US-amerikanischer Singer-Songwriter und Popmusiker.

## Geschichte
Uriarte kam 2014 aus den USA nach Deutschland und nahm an Songwriter-Seminaren in Hamburg und München teil. In München lernte er den DJ und Blogger Filip „Chrome“ Bakija kennen. Gemeinsam veröffentlichte das Duo im Frühjahr 2015 die erste Single Begging. Das Stück brachte Lions Head Notierungen in verschiedenen Airplay-Charts ein und war im Sommer 2015 auf dem Sampler Tanz Dich Glücklich vertreten. Anfang 2016 trat Lions Head im Vorprogramm von Joris und Milky Chance sowie im Sommer des gleichen Jahres bei verschiedenen Musikfestivals auf. In seiner multinationalen Liveband spielten Daniel „Doni“ Kalbarczyk (E-Gitarre, Synthesizer), Joacob Stock/David Thornton (E-Bass, Piano), Johannes „Jojo“ Vogt (Schlagzeug) und Filip „Chrome“ Bakija (DJ). Im November erschien das Debütalbum LNZHD bei Sony Music.
Ignacio „Iggy“ Uriarte war 2017 Pate bei Dein Song. Ab Herbst 2018 war er Teil der Jury der Musik-Castingshow X Factor.
Seit August 2021 trägt Uriarte den Namen „Iggy“ und veröffentlichte im Februar 2022 das zweite Album this is iggy.

## Diskografie

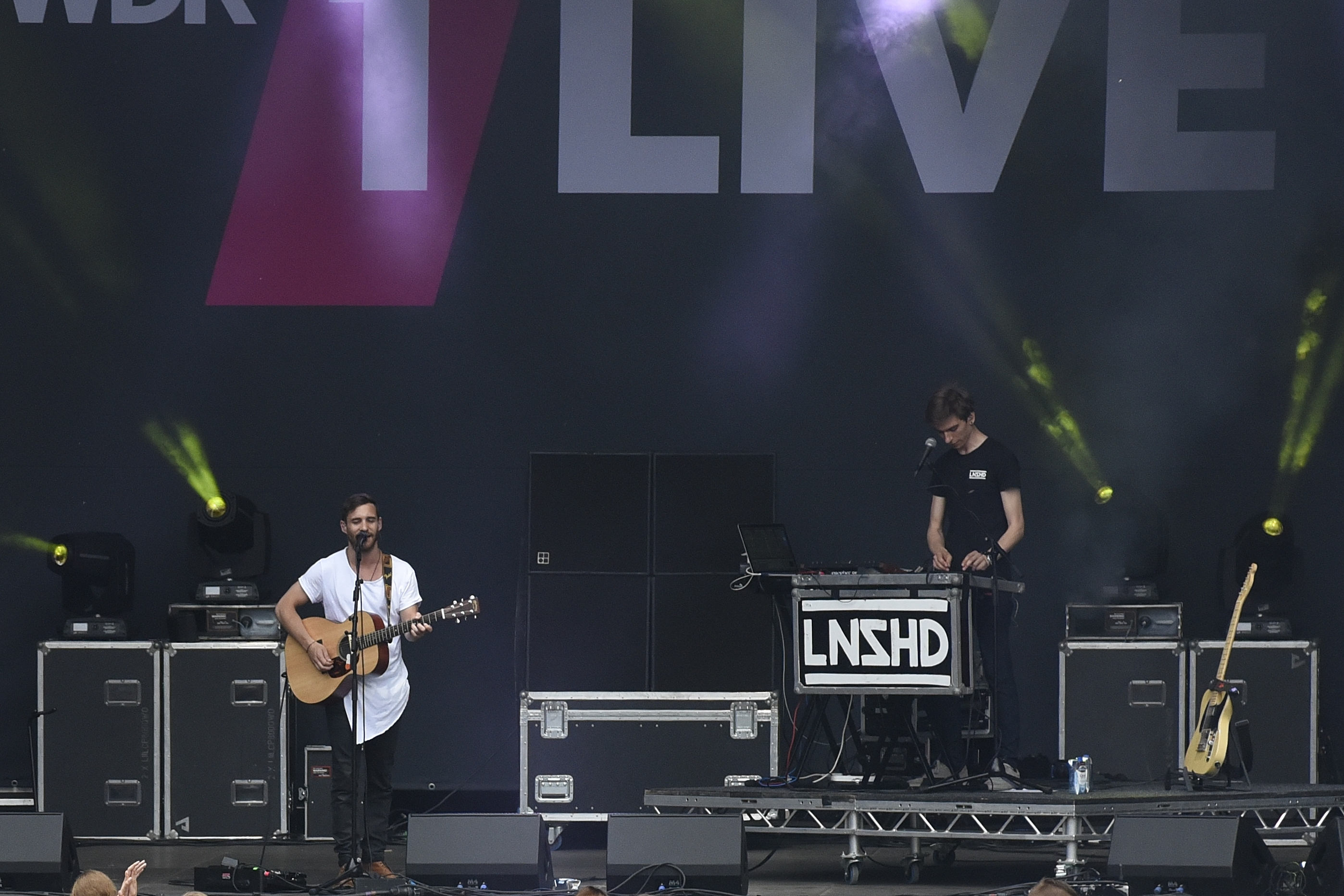
Lions Head Live 2016

### Alben
- 2016: LNZHD (Sony Music)
- 2022: this is iggy (Sony Music)

### EPs
- 2017: Golden / The Night B4 Xmas

### Singles
- 2015: Begging
- 2016: When I Wake Up
- 2016: See You
- 2017: True Love
- 2017: Golden
- 2018: So Mean
- 2020: The Way U Talk
- 2020: weekend
- 2020: Alien (feat. Sido)
- 2021: good old days
- 2021: down
- 2022: you and me

### Gastbeiträge
- 2015: Diskostrand (Lakechild feat. Lions Head)

## Auszeichnungen
- 2017: Radio Galaxy Award 2017[4]